# Benares and Agra, India
Benares and Agra, India è un cortometraggio muto del 1912. Non si conosce il nome del regista del film, un documentario girato in India, nell'Uttar Pradesh, ad Agra e a Benares.

## Produzione
Il film fu prodotto dalla Edison Company.

## Distribuzione
Distribuito dalla General Film Company, il film - un cortometraggio di 105 metri - uscì nelle sale cinematografiche degli Stati Uniti il 23 settembre 1912. Nelle proiezioni, veniva programmato con il sistema dello split reel, accorpato in un'unica bobina con un altro cortometraggio prodotto dalla Edison, la commedia How Bobby Joined the Circus.